# Шітхаль Ґутхам
Шітхаль Ґутхам (нар. 6 червня 1981) — колишня індійська тенісистка.
Найвищу одиночну позицію світового рейтингу — 591 місце досягла 24 вересня 2001, парну — 477 місце — 27 серпня 2001 року.
Здобула 5 одиночних та 13 парних титулів туру ITF.
Завершила кар'єру 2011 року.

## Фінали ITF

### Одиночний розряд: 8 (5–3)
| Результат | Ранг | Дата            | Місце           | Покриття | Суперниця           | Рахунок             |
| --------- | ---- | --------------- | --------------- | -------- | ------------------- | ------------------- |
| Перемога  | 1.   | 15 березня 2001 | Нью-Делі, Індія | Тверде   | Nina Wennerström    | 6–1, 6–2            |
| Поразка   | 2.   | 16 червня 2001  | Нью-Делі, Індія | Ґрунт    | Арчана Венкатараман | 4–6, 1–6            |
| Перемога  | 3.   | 2 липня 2001    | Нью-Делі, Індія | Ґрунт    | Мегга Вакарія       | 6–7(2), 7–5, 7–6(1) |
| Поразка   | 4.   | 22 квітня 2002  | Пуне, Індія     | Ґрунт    | Анкіта Бгамбрі      | 3–6, 2–6            |
| Перемога  | 5.   | 27 травня 2002  | Мумбаї, Індія   | Килим    | Анкіта Бгамбрі      | 6–4, 2–6, 6–4       |
| Перемога  | 6.   | 3 червня 2002   | Мумбаї, Індія   | Килим    | Шруті Дгаван        | 6–2, 6–4            |
| Перемога  | 7.   | 8 червня 2002   | Мумбаї, Індія   | Килим    | Шруті Дгаван        | 6–4, 6–0            |
| Поразка   | 8.   | 23 червня 2002  | Нью-Делі, Індія | Килим    | Радгіка Тулпуле     | 2–6, 4–6            |

### Парний розряд: 22 (13–9)
| Результат | Ранг | Дата            | Місце                            | Покриття | Партнерка           | Суперниці                                | Рахунок          |
| --------- | ---- | --------------- | -------------------------------- | -------- | ------------------- | ---------------------------------------- | ---------------- |
| Перемога  | 1.   | 26 жовтня 1998  | Ахмадабад, Індія                 | Тверде   | Шруті Дгаван        | Рушмі Чакравартхі Сай Джаялакшмі Джаярам | 6–4, 6–4         |
| Поразка   | 2.   | 17 квітня 1999  | Мумбаї, Індія                    | Тверде   | Шруті Дгаван        | Рушмі Чакравартхі Сай Джаялакшмі Джаярам | 7–5, 0–6, 3–6    |
| Поразка   | 3.   | 30 квітня 1999  | Мумбаї, Індія                    | Тверде   | Шруті Дгаван        | Рушмі Чакравартхі Сай Джаялакшмі Джаярам | 5–7, 2–6         |
| Перемога  | 4.   | 10 травня 1999  | Мумбаї, Індія                    | Тверде   | Шруті Дгаван        | Рушмі Чакравартхі Сай Джаялакшмі Джаярам | 1–0 ret.         |
| Поразка   | 5.   | 8 травня 2000   | Індаур, Індія                    | Тверде   | Liza Pereira Viplav | Арчана Венкатараман Арті Венкатараман    | 4–6, 4–6         |
| Поразка   | 6.   | 21 травня 2000  | Нью-Делі, Індія                  | Тверде   | Liza Pereira Viplav | Іша Лахані Мегга Вакарія                 | 5–7, 2–6         |
| Перемога  | 7.   | 18 березня 2001 | Нью-Делі, Індія                  | Тверде   | Liza Pereira Viplav | Арчана Венкатараман Арті Венкатараман    | 7–6(3), 6–2      |
| Перемога  | 8.   | 24 березня 2001 | Нью-Делі, Індія                  | Тверде   | Liza Pereira Viplav | Radhika Mandke Сонал Пхадке              | 6–3, 7–5         |
| Поразка   | 9.   | 29 травня 2001  | Нью-Делі, Індія                  | Тверде   | Liza Pereira Viplav | Yamini Thukkaiandi Арті Венкатараман     | 2–6, 4–6         |
| Перемога  | 10.  | 2 червня 2001   | Мумбаї, Індія                    | Ґрунт    | Liza Pereira Viplav | Karishma Patel Сонал Пхадке              | 6–4, 6–3         |
| Перемога  | 11.  | 9 червня 2001   | Мумбаї, Індія                    | Ґрунт    | Liza Pereira Viplav | Karishma Patel Сонал Пхадке              | 6–3, 7–5         |
| Перемога  | 12.  | 16 червня 2001  | Мумбаї, Індія                    | Ґрунт    | Liza Pereira Viplav | Karishma Patel Сонал Пхадке              | 6–4, 6–1         |
| Перемога  | 13.  | 23 червня 2001  | Мумбаї, Індія                    | Ґрунт    | Liza Pereira Viplav | Preeti Rao Samrita Sekar                 | 7–6(7), 6–0      |
| Поразка   | 14.  | 27 травня 2002  | Мумбаї, Індія                    | Килим    | Шруті Дгаван        | Liza Pereira Viplav Радгіка Тулпуле      | 6–7(6), 4–6      |
| Перемога  | 15.  | 21 червня 2002  | Мумбаї, Індія                    | Килим    | Шруті Дгаван        | Арчана Венкатараман Арті Венкатараман    | 7–5, 6–0         |
| Перемога  | 16.  | 26 червня 2002  | Мумбаї, Індія                    | Ґрунт    | Шруті Дгаван        | Анкіта Бгамбрі Сонал Пхадке              | 6–3, 2–6, 6–3    |
| Перемога  | 17.  | 1 липня 2002    | Мумбаї, Індія                    | Килим    | Шруті Дгаван        | Liza Pereira Viplav Радгіка Тулпуле      | 6–1, 6–2         |
| Поразка   | 18.  | 16 вересня 2002 | Гайдарабад (місто, Індія), Індія | Тверде   | Шруті Дгаван        | Вілаван Чомптанґ Ху Чін-Бі               | 2–6, 2–6         |
| Поразка   | 19.  | 9 травня 2003   | Нью-Делі, Індія                  | Ґрунт    | Шруті Дгаван        | Анкіта Бгамбрі Сонал Пхадке              | 6–7(3), 0–6      |
| Перемога  | 20.  | 15 травня 2003  | Нью-Делі, Індія                  | Килим    | Шруті Дгаван        | Liza Pereira Viplav Арчана Венкатараман  | 2–6, 7–6(4), 6–0 |
| Перемога  | 21.  | 26 травня 2003  | Нью-Делі, Індія                  | Тверде   | Шруті Дгаван        | Іша Лахані Liza Pereira Viplav           | 7–5, 6–2         |
| Поразка   | 22.  | 31 серпня 2003  | Нью-Делі, Індія                  | Трава    | Шруті Дгаван        | Ху Чін-Бі Мегга Вакарія                  | 1–6, 2–6         |